# François-André Danican Philidor
François-André Danican, anomenat Philidor o Philidor el Gran (7 de setembre de 1726, Dreux - 31 d'agost de 1795, Londres), fou un compositor francès, membre de la dinastia dels Philidor (era fill d'André Danican l'aîné i germà d'Anne Danican, tots dos destacats músics de la cort de Lluís XIV de França). Fou, a més a més, el millor jugador d'escacs del món de la seva època (tot i que no existia encara el títol oficial de Campió del món d'escacs), i el creador d'una escola d'escacs. El seu llibre Analyse du jeu des Échecs fou considerat el manual estàndard per aprendre el joc durant almenys un segle.

## La dinastia dels Philidor
François-André Danican Philidor venia d'una família musical extraordinària, que incloïa:
- Jean Danican Philidor (ca.1620-1679), l'avi de François-André Danican Philidor, era músic a la Grande Écurie (literalment, la Gran Cavallerissa; figurativament, la Banda Militar) a París. El nom original de la seva família era Danican (D'Anican) i era d'origen escocès (Duncan). Philidor era una addició posterior al cognom. A Jean Danican Philidor se li donava el renom de Philidor des que Lluís XIII el va anomenar així perquè la manera com tocava l'oboè li recordava al rei un oboista virtuós italià de Siena anomenat Filidori.
- Michel Danican (mort ca.1659), l'oncle gran d'André Danican Philidor, era un oboista cèlebre i, juntament amb Jean Hotteterre, coinventà l'oboè modificant la xeremia de manera que el trepant fos més estret i la canya pogués ser sostinguda prop de l'extrem pels llavis de l'intèrpret.
- André Danican Philidor (ca.1647-1730), el pare de François-André Danican Philidor, era conegut com a Philidor l'ainé (Philidor l'ancià). Era un oboista i intèrpret de cromorn, membre de la Grande Écurie, que posteriorment actuà a la Cort, i a la Capella Reial, empleat expressament per Lluís XIV.
- Jacques Danican Philidor (1657-1708) era el germà més jove d'André Danican Philidor (l'ainé) i, essent també músic, era conegut com a Philidor le cadet (Philidor el més jove).
- Pierre Danican Philidor (1681-1731), també músic, era el fill de Jacques Danican Philidor.
- Anne Danican Philidor (1681-1728) era el germà més gran d'André Danican Philidor, i fou especialment conegut per haver fundat el Concert Spirituel, una sèrie important de concerts públics celebrats al Palau de les Teuleries de 1725 a 1791.

François-André Danican Philidor era fill de la segona muller del seu pare, Elizabeth Le Roy, amb qui es va casar el 1719 quan ella tenia 19 anys i ell 72. Quan François-André naixia, el seu pare tenia 79 anys, i morí 4 anys més tard.

## Carrera escaquística
Philidor començà a jugar regularment als escacs al voltant de 1740 a la Meca escaquística de França, el Café de la Régence. Fou també allà on hi jugava amb un amic de Nova Anglaterra, Mr. Benjamin Franklin. Al Café de la Régence hi fou alumne del millor jugador francès de l'època, Legall de Kermeur. Al principi, Legall podia donar a Philidor avantatge de torre, però en només tres anys, Philidor ja l'havia igualat i superat. Philidor visità Anglaterra el 1747, on hi va batre el sirià Phillip Stamma en un matx (+8 =1 -1), malgrat el fet Philidor deixava Stamma l'avantatge de les blanques en totes les partides, i que els empats comptaven com a victòries per a Stamma. El mateix any, Philidor va jugar moltes partides amb un altre dur jugador, Sir Abraham Janssen, que era llavors el millor escaquista d'Anglaterra, i amb l'excepció de M. de Legalle, probablement el millor jugador contra qui Philidor s'havia enfrontat mai fins llavors; Podia guanyar de mitjana una partida per cada quatre de Philidor, i Philidor declarà que només podria donar a Janssen avantatge d'un peó per la sortida.
El 1754, Philidor retornà a França, després de nou anys d'absència passada principalment a Holanda i Anglaterra, convertit en un jugador molt més fort, que havia jugat reeixidament amb adversaris del calibre de Philip Stamma i Abraham Janssen. De tota manera, com indica G. Allen dins The life of Philidor (La vida de Philidor), no fou fins al seu matx contra Legal el 1755 que se'l pot considerar el millor escaquista del món.

"Quan Philidor marxà de París, el 1745, tot i que ja havia estat una temporada jugat en pla d'igualtat amb M. de Legal... no havia deixat de reconèixer el seu vell mestre com a superior. Però nou anys de pràctica, amb una gran varietat de rivals, l'havien autoritzat a no considerar ningú ni superior ni igual; i quan, el 1755, fou arranjat un matx entre l'alumne i el seu mestre, que era encara en el moment més alt de la seva força, el resultat posà la corona fermament i indiscutible al cap de Philidor."

El 1771 i el 1773 Philidor va fer estades breus a Londres per jugar al Salopian coffee-house, a Charing Cross i al St James Chess Club. El 1774 es creà el club d'escacs de Parloe, del carrer de St. James, a Londres, i Philidor hi obtingué una remuneració anual com a Mestre d'escacs, per la temporada regular des de febrer fins a juny. Philidor fou fidel a aquest acord fins al final de la seva vida, quan fou substituït per Verdoni, després de la seva mort. Fou en aquest lloc que Philidor trobà Mr. George Atwood, famós matemàtic i metge, i conferenciant a la Universitat de Cambridge. En un article de J. J. O'Connor i E. F. Robertson, dedicat a George Atwood, hi ha el passatge següent:

" Atwood era un cèlebre jugador d'escacs aficionat, i entre d'altres adversaris jugà contra el famós francès Philidor, que era considerat com el campió mundial no oficial." 
Records d'H E Bird:

"Dels jugadors que Philidor enfronà, Sir Abraham Janssens, que morí el 1775, sembla que fou el millor; Mr. George Atwood, un matemàtic, un dels secretaris de Pitt, venia després, era d'una classe que hauríem d'anomenar tercera, o a dos graons de nivell per sota de Philidor, però que havia assolit un nivell alt el qual pocs afeccionats assoleixen. Un dels trets interessants d'Atwood com a jugador d'escacs era que enregistrava i conservava algunes de les seves partides, una pràctica inusual en aquella època. Aquests enregistraments han sobreviscut, entre ells les darreres partides que Philidor jugà al Club Parsloe a Londres, el 20 de juny de 1795 que eren contra Atwood."

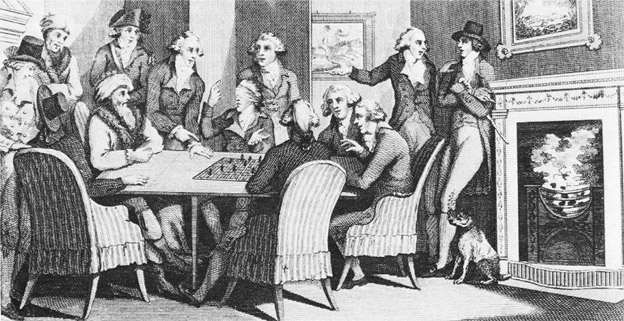
Exhibició de Philidor a la cega, a Anglaterra

A Anglaterra, el 9 de maig de 1783 Philidor deixava atònit el públic jugant tres partides simultànies a la cega, al club d'escacs de St. James Street a Londres. Philidor deixava que els tres rivals portessin blanques, i donava un peó d'avantatge al tercer jugador. El fet es considerava tan extraordinari que fins i tot es varen fer alguns afidàvits, perquè les persones implicades dubtaven que les generacions futures creguessin que tal proesa hagués estat possible (avui en dia, però, jugar tres simultànies a la cega està a l'abast de molts mestres d'escacs). Fins i tot quan ja estava en els seus últims anys, el 1793 (amb 67 anys), Philidor encara jugava i guanyava dues partides simultànies a la cega.
Philidor, tant a Anglaterra com a França, obtingué un gran reconeixement, i tingué un gran nombre d'admiradors, protectors i també amics, com ara els filòsofs francesos Voltaire, Rousseau i el famós actor anglès David Garrick (1717-1779).
El desembre de 1792, tanmateix, quan tenia 65 anys, Philidor va haver de marxar de manera definitiva de França, cap a Anglaterra, tot fugint de la Revolució Francesa (1789-1799), perquè el seu nom figurava a la llista de proscrits dels revolucionaris, establerta per la Convenció.
Andrew Soltis escriu que Philidor "fou el millor escaquista del món durant 50 anys. De fet, era probablement 200 punts Elo millor que qualsevol altra persona contemporània a ell, a banda dels misteris del joc que va ser capaç de resoldre."
També és interessant l'opinió del GM Borís Alterman sobre el joc de Philidor:

"fa 500 anys els escacs eren diferents de com són avui. Els peons no valien tant com actualment. Els millors jugadors començaven les partides amb gambits. Els peons eren només un preu petit a pagar per obrir una fila o una diagonal, o per generar un atac immediat contra el rei de l'adversari. Aquest era l'estil italià d'escacs. Totes les posicions del gambit de rei eren molt populars ... El millor jugador d'escacs d'aquell moment fou Francois Andre Danican-Philidor... La seva estratègia d'escacs publicada va romandre durant cent anys sense cap addició o modificació significativa. Predicava el valor d'un fort centre de peons, i una comprensió del valor relatiu de les peces, i de les correctes formacions de peons... ".

Al mateix article, Alterman també hi indica, analitzant la partida Comte Bruehl - Philidor, Londres 1783 (0-1), que Philidor entenia que molt bé conceptes moderns com ara: el poder dels peons passats, peces dolentes i bones; avantatge espacial; columnes obertes; estructura de peons; o importància del centre.
Jacques François Mouret, un dels millors escaquistes francesos de començaments del segle xix, era renebot de Philidor.

### L'Analyse du jeu des Échecs
El 1749, Philidor publicà el seu famós llibre Analyse du jeu des Échecs. Se'n va imprimir una segona edició el 1777, i una tercera edició el 1790. El llibre significà un tal avenç en la teoria dels escacs que cap al 1871, ja se n'havien fet aproximadament 70 edicions, i s'havia traduït a l'anglès, l'alemany, el rus i l'italià. Al llibre, Philidor hi analitzava nou diferents tipus d'obertures. La majoria de les obertures de Philidor estaven dissenyades per reforçar-se i establir un centre defensiu de peons. Ell fou el primer a adonar-se del nou paper del peó en la partida d'escacs; i el seu consell més famós era la dita "Els peons són l'ànima dels escacs".
Més precisament Philidor deia:

"Mon but principal est de me rendre recommandable par une nouveauté dont personne ne s'est avisé, ou peut-être n'a été capable; c'est celle de bien jouer les pions. Ils sont l'âme des Echecs; ce sont eux uniquement qui forment l'attaque et la défense et de leur bon ou mauvais arrangement dépend entièrement le gain ou la perte de la partie.".

S'ha dit que la raó per la qual Philidor emfasitzava el paper dels peons en el joc d'escacs estava relacionada amb el rerefons polític durant el segle xviii a França, i que considerava els peons com si fossin el "Tercer Braç" a l'escaquer (els ciutadans es consideraven com el tercer braç de la societat abans que la Revolució Francesa comencés el 1789). També incloïa anàlisis de certes posicions de torre i alfil contra torre, les quals són encara avui en dia teoria vigent. Philidor és especialment conegut per mostrar una tècnica de taules important amb un Final de torre i peó contra torre, en una posició coneguda com la Posició de Philidor. La Defensa Philidor (1.e4 e5 2.Cf3 d6) és anomenada així per ell. El llibre de Philidor fou el primer que donava anotacions detallades sobre com jugar el mig joc, que presentava l'estratègia d'escacs globalment, i que presentava els conceptes del bloqueig, profilaxi, sacrifici posicional, i mobilitat de les formacions de peons.
Les primeres crítiques a l'Analyse du jeu des Échecs vingueren de l'escola modenesa (Ercole del Rio, Lolli o Ponziani), que defensaven un joc de peces lliure, obertures de gambit i complicacions tàctiques i trobaven poc encertades algunes de les variants citades a l'Analyse (en particular les vinculades a la jugada f7-f5 dins la defensa Philidor 1.e4 e5 2.Cf3 d6 3.d4 f5?!). Però també hi hagué crítiques de banda d'alguns dels seus deixebles (Bernard, Carlier, Leger, i Verdoni), que es trobaven al Café de la Régence, sota el nom de Société des Amateurs. Al seu llibre Traité des Amateurs hi sostenen que les variants de l'Analyse són més instructives que correctes. No obstant això, les partides del Traité poden ser considerades, juntament amb les de Philidor, com a exemples típics de la comprensió dels escacs durant la Il·lustració i en qualsevol cas, la Société des Amateurs era molt més propera a Philidor que els mestres de Mòdena.

## Carrera musical

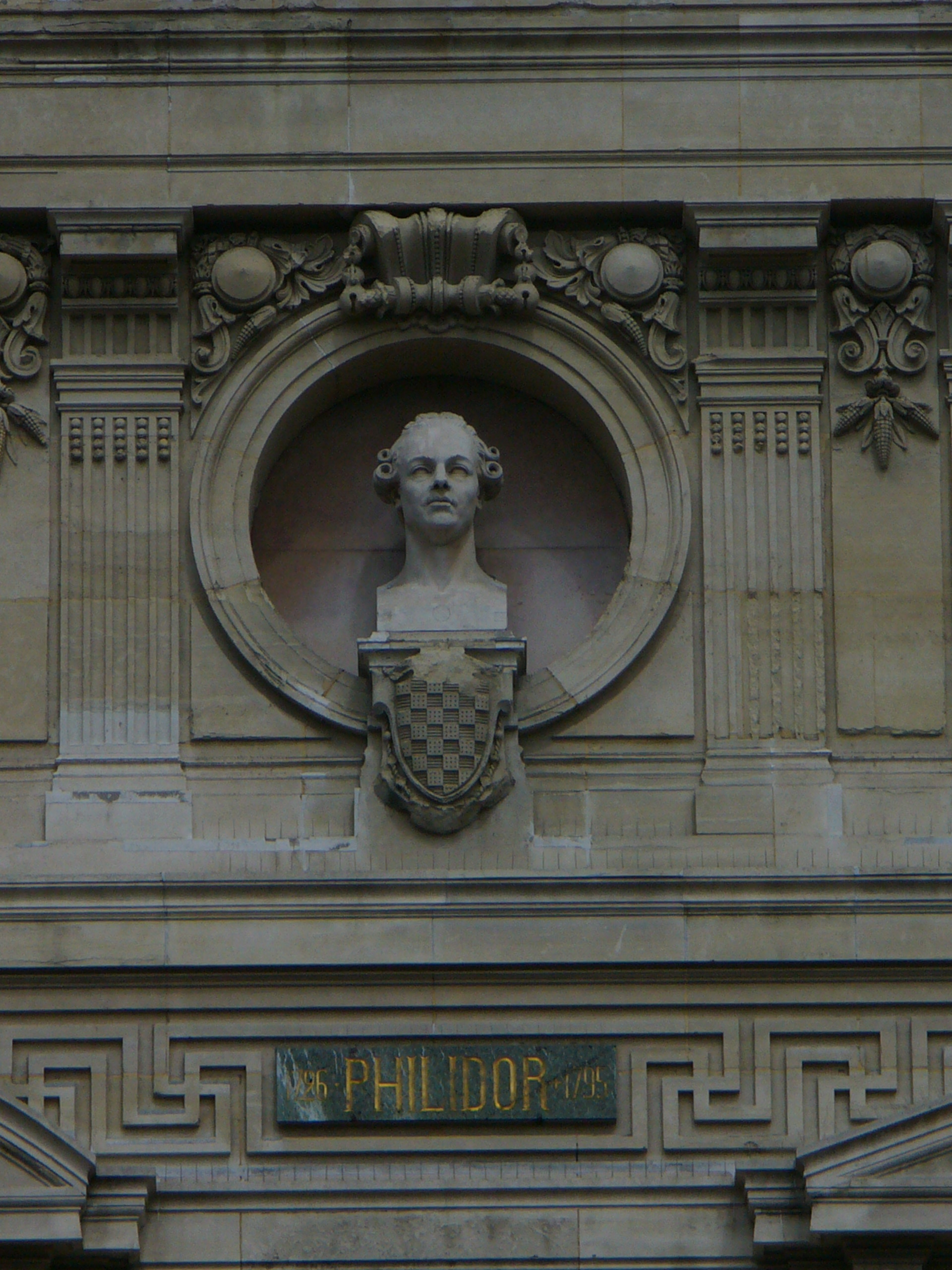
Bust de Philidor a la façana de l'Òpera Garnier a París

Philidor ingressà al cor Reial de Lluís XV el 1732 a l'edat de sis anys, i va fer el seu primer intent de la composició d'una cançó als 11 anys. Es deia que Lluís XV volia escoltar el cor gairebé cada dia, i que els cantants, mentre s'esperaven que el rei arribés, jugaven a escacs per alleugerir el seu avorriment; això devia fer esclatar l'interès de Philidor pels escacs.
Cap a 1740, va viure i treballar a París com a artista, professor i copista de música. Fou professor del compositor i pianista bohemi Ludwig Wenzel Lachnith. Durant aquest temps conegué Diderot, el qual l'anomena Philidor le subtil dins la seva obra Le neveu de Rameau. A partir de 1745 passà llargs períodes a Londres, després que fracassés una gira de concert pels Països Baixos, i allà es relacionà amb els mateixos cercles que el Dr Johnson i el Dr Burney. Retornà a la capital francesa el 1754, tot i que es va trobar que la seva música era valorada per alguns com a massa italianitzada (com a resultat dels seus viatges). Tanmateix va obtenir uns quants triomfs als teatres, començant amb Blaise le savetier el 1759. Els seus tres treballs més reeixits foren Le sorcier (1764), Tom Jones (basat en l'obra de Henry Fielding, 1765), i Ernelinde (1767).
Durant un temps Philidor era entre els principals compositors d'òpera a França, i durant la seva carrera musical produí més de vint comèdies musicals, i dues tragèdies líriques. Un bust de Philidor es troba a la façana del palau de l'Òpera Garnier de París. Tanmateix, quan sentia que estava sent superat per altres compositors, com André Ernest Modeste Grétry i Pierre-Alexandre Monsigny, Philidor decidí de concentrar-se en els escacs com a millor mitjà per sostenir la seva família. També escriví cantates seculars i motets.
Un òpera còmica d'un acte amb música d'Amédée Dutacq i llibret d'Abraham Dreyfus titulada Battez Philidor! (Bateu en Philidor!) fou estrenada el 13 de novembre de 1882 a l'Opéra-Comique. Situada el 1777, un pobre músic ha de guanyar Philidor als escacs per aconseguir la mà de la seva estimada. Malgrat que Philidor accepta de perdre la partida per ajudar, per distracció, això no obstant, guanya la partida, tot i que finalment tot acaba bé pels amants. Battez Philidor! també mostra el col·laborador esporàdic de Philidor, A A H Poinsinet.

## Els darrers anys
Philidor quedà confinat a Anglaterra quan esclatà la Revolució Francesa. A causa de moltes de les seves connexions socials, el Govern Revolucionari el va incloure en una llista de persones proscrites. Philidor morí el 31 d'agost de 1795, a Londres, i fou enterrat a St James, Piccadilly. Uns quants dies més tard, els seus parents reeixien a treure el seu nom de la llista.

## Partides notables
- Captain Smith vs François André Philidor, Londres, Anglaterra, 1790, Obertura de l'alfil: Defensa Berlinesa (C24), 0-1 Bona mostra de les idees de Philidor sobre els peons, més una bonica combinació de mat final.
- François André Philidor vs NN, lloc desconegut 1749, Obertura de l'alfil: Variant Boi (C23), 1-0 Aquesta partida for probablement una composició de Philidor per demostrar la vàlua dels peons passats.